# Kirgizistans Billie Jean King Cup-lag
 Kirgizistans Billie Jean King Cup-lag representerar Kirgizistan i tennisturneringen Billie Jean King Cup, och kontrolleras av Kirgizistans tennisförbund.

## Historik
Kirgizistan deltog första gången 2002. Bästa resultat är sjundeplatsen i Grupp III 2003.